# Julien Delbecque
Julien Delbecque (Harelbeke, 1 de setembre de 1903 - Kortrijk, 22 d'octubre de 1977) va ser un ciclista belga que va córrer entre 1924 i 1933.
En el seu palmarès destaquen la victòria al Tour de Flandes de 1925 i la París-Roubaix de 1926. La seva carrera es va veure truncada per problemes gàstrics.

## Palmarès
- 1925
  - 1r al Tour de Flandes
  - 1r a la París-Longwy
  - Vencedor d'una etapa al Circuit de Midi
- 1926
  - 1r a la París-Roubaix
  - 1r al Circuit de la Xampanya
  - Vencedor d'una etapa a la Volta a Euskadi
- 1927
  - 1r al Circuit de la Xampanya

### Resultats al Tour de França
- 1929. Abandona (14a etapa)